# Stegopontonia commensalis
Genre
Espèce
Stegopontonia commensalis est une espèce de crevettes (crustacés décapodes) de la famille des Palaemonidae, seule représentante du genre Stegopontonia. 

## Description
Ce sont de très petites crevettes de forme allongée et fusiforme, dont la taille ne dépasse pas 3 cm de long. Elles sont striées longitudinalement de violet sombre et de blanc, imitant les piquants de leur hôte, les extrémités étant légèrement plus claires.
Cette crevette est un symbiote commensal des gros oursins venimeux des genres Diadema, Echinothrix et Astropyga. 

## Habitat et répartition
On trouve cette espèce à faible profondeur dans les eaux tropicales de l'Indo-Pacifique, où elle suit la répartition de ses hôtes.